# Грей (Айова)
Грей (англ. Gray) — місто (англ. city) в США, в окрузі Одюбон штату Айова. Населення — 61 особа (2020).

## Географія
Грей розташований за координатами 41°50′31″ пн. ш. 94°59′9″ зх. д. / 41.84194° пн. ш. 94.98583° зх. д. (41.841831, -94.985948).  За даними Бюро перепису населення США в 2010 році місто мало площу 2,58 км², уся площа — суходіл.

## Демографія
Згідно з переписом 2010 року, у місті мешкали 63 особи в 28 домогосподарствах у складі 15 родин. Густота населення становила 24 особи/км².  Було 36 помешкань (14/км²).
Расовий склад населення:
| - 98,4 % — білих |

До двох чи більше рас належало 1,6 %. Частка іспаномовних становила 0,0 % від усіх жителів.
За віковим діапазоном населення розподілялося таким чином: 20,6 % — особи молодші 18 років, 57,2 % — особи у віці 18—64 років, 22,2 % — особи у віці 65 років та старші. Медіана віку мешканця становила 41,3 року. На 100 осіб жіночої статі у місті припадало 85,3 чоловіків;  на 100 жінок у віці від 18 років та старших — 85,2 чоловіків також старших 18 років.
Середній дохід на одне домашнє господарство  становив 91 757 доларів США (медіана — 80 833), а середній дохід на одну сім'ю — 110 650 доларів (медіана — 141 250). Медіана доходів становила 40 625 доларів для чоловіків та 27 500 доларів для жінок. 
Цивільне працевлаштоване населення становило 107 осіб. Основні галузі зайнятості: роздрібна торгівля — 17,8 %, будівництво — 17,8 %, транспорт — 15,9 %, мистецтво, розваги та відпочинок — 15,0 %.